# 3699 Milbourn
3699 Milbourn è un asteroide della fascia principale. Scoperto nel 1984, presenta un'orbita caratterizzata da un semiasse maggiore pari a 2,3986255 UA e da un'eccentricità di 0,1869004, inclinata di 5,71790° rispetto all'eclittica.